# Kosuke Yatsuda
Kosuke Yatsuda (jap. 八田 康介 Yatsuda Kosuke; ur. 17 marca 1982) – japoński piłkarz występujący na pozycji obrońcy.

## Kariera klubowa
Od 2000 do 2012 roku występował w klubach Sanfrecce Hiroszima, Sagan Tosu, FC Tokyo, Yokohama FC, Tokushima Vortis, SC Sagamihara i Avispa Fukuoka.